# Blotstulka
Blotstulka ou Blot-Tulcast aurait selon une tradition incertaine régné sur la Suède dans les années 1080 par son mariage avec le roi Sven de Suède. Son nom est l'homologie de celui de son conjoint : « la femme sacrificatrice » ou « la jeune fille sacrificatrice », comme Blot-Sven est « Sven le sacrificateur », au sens où ces rois païens sacrifiaient à Vieil Upsal aux divinités de l'ancienne religion des Scandinaves. 

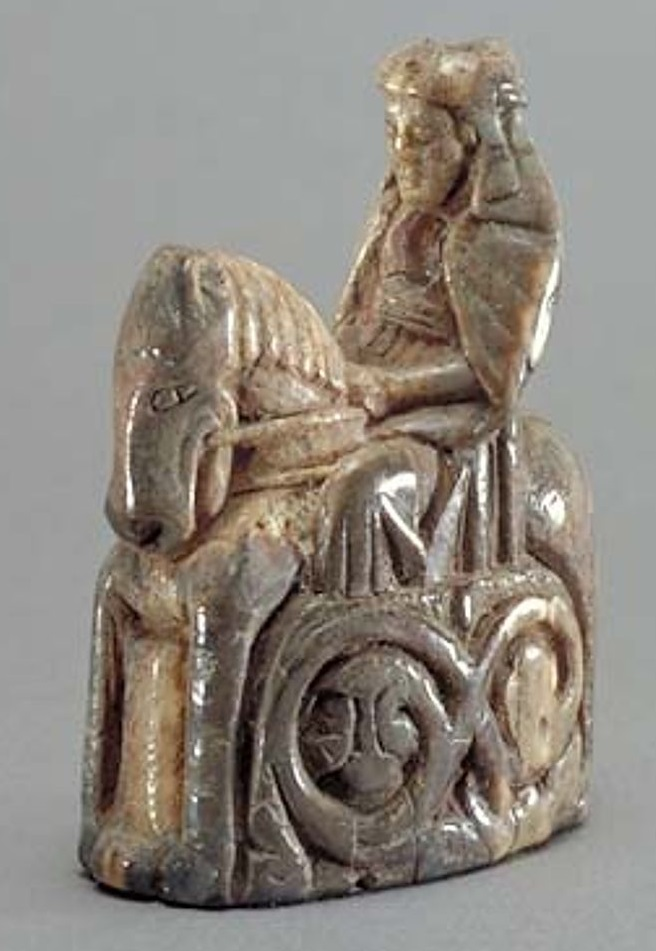
Représentation de la reine sur une pièce d'un jeu d'échec suédois vers 1250, sculptée dans une défense de morse.

## Biographie
Aucun élément factuel sur sa vie ne nous est parvenu. Blotstulka était mariée à Sven avant qu'il n'accède au trône, et peut être la mère du fils présumé de ce dernier, Erik Årsäll. 
Vers 1087, Sven est déposé et tué par Inge Ier l'Ancien. La tradition rapporte qu'il meurt enfermé dans sa maison incendiée, selon une pratique usitée. Il est plausible que Blotstulka lui ait survécu, puisque aucun meurtre de femme n'est enregistré et qu'il est de coutume de permettre aux femmes de quitter le bâtiment dans une telle situation.
Elle est la dernière reine païenne connue en Suède et en Scandinavie.